# Valle Hermoso (Ecuador)
Valle Hermoso es una parroquia rural de la provincia de Santo Domingo de los Tsáchilas ubicado al centro noroeste de Ecuador, tiene aproximadamente 9.865 habitantes. Se encuentra a una altitud de 307 m s. n. m. y la temperatura promedio es de 25 °C.

## Toponimia
El nombre de Valle Hermoso hace ilustración de los paisajes de la zona, específicamente el río Blanco y sus selvas vírgenes, estos fueron los motivos más sobresalientes para nombrar a la región "Valle Hermoso".

## Historia
Los primeros habitantes de la región llegaron en el año 1960 la mayoría de las provincias de Loja y Manabí que fueron afectadas por una sequía en el país. En un principio ingresar a la zona llena de montañas y bosques vírgenes era un trabajo imposible, el cruce del río Blanco se lo hacía en balsa, luego en canoa y posteriormente en tarabita, estos eran los primeros sistemas de transporte. El traslado del ganado, seguía siendo un obstáculo hasta que se instaló la canoa por polea, así nace la ganadería en la zona e inicia un proceso productivo que permitió el crecimiento del lugar.

### Pertenencia al Cantón los Bancos
El 14 de febrero del 1991, la parroquia San Miguel de los Bancos pasó a ser cantón por decreto ejecutivo n.º 115, que al ser aprobado por el congreso, obtuvo también la pertenencia de la parroquia de Valle Hermoso a su jurisdicción, pasando así dos años, cuando regresó a pertenecer a la jurisdicción de Santo Domingo de los Colorados.

## Recintos
| - Chiguilpe - Triunfo - Sábalo - Recreo - Mirador de la Selva | - Bella Esperanza - 9 de Octubre - Cristóbal Colón - Asunción - Marianita | - Auténticos Campesinos - Nuevo Rocafuerte - Río de Oro - El Descanso - Vía Flor del Valle |